# Internet of underwater things
L'Internet of Underwater Things (IoUT) è una rete di dispositivi interconnessi progettata per operare in ambienti sommersi. Questa tecnologia consente la raccolta, l'elaborazione e la trasmissione di dati da e verso il mondo subacqueo, offrendo strumenti avanzati per il monitoraggio degli ecosistemi acquatici, la gestione delle risorse marine e la ricerca scientifica.  
L'IoUT si colloca nell'ambito dell'Internet of Things (IoT), ma si differenzia per le sue caratteristiche tecniche e funzionali necessarie per affrontare le sfide uniche degli ambienti acquatici, come la propagazione limitata dei segnali e l'efficienza energetica dei dispositivi.  

## Caratteristiche tecniche
Le tecnologie utilizzate nell'IoUT devono rispondere a specifiche esigenze subacquee, in particolare:  
- Comunicazioni subacquee: le onde radio, comunemente usate nell'IoT terrestre, si attenuano rapidamente in acqua. Di conseguenza, l'IoUT si affida principalmente a segnali acustici per la trasmissione a lungo raggio, a segnali ottici per comunicazioni rapide su brevi distanze e, in alcuni casi, a onde elettromagnetiche per applicazioni specifiche.
- Efficienza energetica: la difficoltà di ricaricare i dispositivi sommersi richiede l'uso di tecnologie a basso consumo energetico, con batterie a lunga durata o soluzioni energetiche innovative, come la generazione di energia dal moto ondoso.
- Resilienza ambientale: i dispositivi IoUT devono essere progettati per resistere a condizioni estreme, come elevata pressione, salinità, corrosione e temperature variabili.

## Componenti principali
L'IoUT è composto da diversi elementi, ciascuno con un ruolo specifico:  
1. Sensori subacquei intelligenti: dispositivi che monitorano parametri come temperatura, pressione, salinità, livelli di ossigeno, pH e la presenza di sostanze inquinanti.
2. Veicoli autonomi subacquei (AUV): robot subacquei dotati di sensori e sistemi di comunicazione, utilizzati per raccogliere dati in aree difficili da raggiungere.
3. Gateway di comunicazione: piattaforme galleggianti o sommerse che fungono da ponte tra i sensori subacquei e le reti terrestri, sfruttando tecnologie come LoRa, Wi-Fi o comunicazioni satellitari.
4. Algoritmi di analisi e machine learning: strumenti avanzati per elaborare i dati raccolti e trasformarli in informazioni utili, come la previsione di eventi o l'ottimizzazione delle reti.

## Applicazioni
L'IoUT trova impiego in numerosi settori, tra cui:  

### Monitoraggio ambientale
- Misurazione della qualità dell'acqua in tempo reale.
- Sorveglianza degli ecosistemi marini per rilevare cambiamenti climatici o fenomeni di inquinamento.
- Studio della biodiversità per comprendere l'impatto delle attività umane sugli habitat marini.

### Industria e risorse naturali
- Supporto alle operazioni di estrazione di petrolio e gas offshore.
- Gestione degli allevamenti ittici e ottimizzazione della produzione.
- Monitoraggio delle risorse energetiche rinnovabili, come le turbine sottomarine.

### Difesa e sicurezza
- Rilevamento di oggetti sommersi, come mine o relitti.
- Sorveglianza navale per il controllo delle frontiere marittime.

### Ricerca scientifica
- Esplorazione di aree inesplorate del fondale oceanico.
- Studio delle correnti marine, del ciclo del carbonio e di altri fenomeni oceanografici.

### Prevenzione dei disastri
- Rilevamento e monitoraggio di tsunami o mareggiate.
- Individuazione precoce di fuoriuscite di petrolio o altre emergenze ambientali.

## Sfide
Lo sviluppo dell'IoUT comporta diverse problematiche:  
- Limitazioni tecnologiche: lentezza e instabilità delle comunicazioni acustiche rispetto a quelle terrestri.
- Costi elevati: la progettazione, la produzione e la manutenzione dei dispositivi subacquei richiedono investimenti significativi.
- Scalabilità: espandere le reti IoUT su larga scala senza compromettere l'efficienza operativa è una sfida ancora aperta.
- Sicurezza: le reti subacquee sono vulnerabili ad attacchi informatici e fisici.

## Prospettive future
L'IoUT è destinato a giocare un ruolo cruciale nello sviluppo della Blue Economy, favorendo la gestione sostenibile delle risorse marine e la protezione degli ecosistemi. Gli investimenti in ricerca e sviluppo stanno accelerando l'adozione di tecnologie come:  
- Sistemi ibridi di comunicazione per superare le limitazioni attuali.
- Algoritmi di intelligenza artificiale per ottimizzare la raccolta e l'analisi dei dati.
- Soluzioni energetiche innovative, come l'energia ricavata da correnti marine o onde.

L'IoUT rappresenta un esempio di come la tecnologia possa essere applicata per comprendere e preservare uno degli ecosistemi più complessi e vitali del nostro pianeta. Con il progredire delle innovazioni, il campo è destinato a crescere, aprendo nuove opportunità per la ricerca, l'industria e la conservazione ambientale. Inoltre, le sue applicazioni offrono strumenti avanzati per affrontare le sfide legate al cambiamento climatico, all'inquinamento e alla gestione delle risorse naturali.  